# Sérvio Sulpício Camerino Rufo
Sérvio Sulpício Camerino Rufo (em latim: Servius Sulpicius Camerinus Rufus) foi um político da gente Sulpícia da República Romana, eleito cônsul em 345 a.C. com Marco Fábio Dorsuão.

## Biografia
Em 345 a.C., Sérvio Sulpício foi eleito cônsul com seu colega Marco Fábio Dorsuão. Logo depois da eleição, a guerra foi declarada contra os auruncos, que haviam realizado raides em território romano. Rapidamente um ditador foi nomeado, Lúcio Fúrio Camilo, para conduzi-la, juntamente com seu mestre da cavalaria, Cneu Mânlio Capitolino Imperioso. Terminada a guerra, Lúcio Fúrio renunciou e Marco Fábio e Sérvio Sulpício aproveitaram o exército para combater os volscos e conquistaram a cidade de Sora.